# 浦和新
浦和 新 （うらわ あらた、1991年10月21日 - ）は、ディアボロを得意とするサーカスアーティスト。

## 略歴
1991年10月21日静岡県静岡市生まれ。
5歳でジャグリングを覚えたが、高校生になると同時に競技のジャグリングにのめり込む。
16歳のときよりJapan Juggling Fesitval（以下JJF）チャンピオンシップ男子個人部門の決勝に初進出。JJFチャンピオンシップには2008年から2012年まで5年間連続で決勝進出をしている。2011年度には優勝をしている。
ディアボロでは国際大会で受賞歴も多数。
東京理科大学にて勉学に励みつつも、スペイン、ロシア、キューバ、イスラエル、シンガポール等様々なサーカスフェスティバルやイベントに招待されるようになり、サーカスの世界へ進むことを決める。
大学卒業後はカナダ・モントリオールナショナルサーカススクールにてサーカスアートを学び、卒業後はCirque Éloize（シルク・エロワーズ）のメンバーとして世界ツアーを行う。
2018年には毎年パリで行われるサーカスの祭典 Festival Mondial du Cirque de demain（シルク・ドゥ・ドゥマン）にて日本人初のメダリストとなる。

## 受賞歴
- 2010年：IJA Festival Championships Individual 第4位（アメリカ）
- 2011年：Japan Juggling Festival チャンピオンシップ男子個人部門 優勝
- 2012年：7th PEH CUP Men’s Individual Diabolo Stage 優勝 （台湾）
- 2013年：全日本ディアボロ競技会 男子個人総合部門優勝
- 2013年：Circuba 審査員特別賞（キューバ）
- 2013年：World Festival of Circus Art “IDOL” Special Prize “Yakut diamond” （ロシア）
- 2014年：4th International Youth Circus Festival (Little Mamooth) 銅賞 （ロシア）
- 2018年：39e Festival Mondial du Cirque de demain 銅賞 & リド賞 （フランス）
- 2018年：International Circus Festival Young Stage Basel 2018 “Public’s Choice Award”, “Jury for best Costume & Design” （スイス）

## 出演

### メディア
- 2013年：フジテレビ「笑っていいとも」
- 2017年：読売テレビ「グッと!地球便」
- 2019年：フジテレビ「プレミアの巣窟」
- 2019年：カンテレ「ピーコ&兵動のピーチケパーチケ」
- バンクーバー情報サイトVANJA　「3月からついにトロント公演！サーカス・アーティスト浦和 新さん インタビュー」

### 公演
- 2012年：International Acrobatics Festival Night show (台湾)
- 2013年：Festival International del Circ Castell de Figueres  (スペイン)
- 2013年：Israel Juggling Convention Guest show （イスラエル）
- 2014年：Bonfire Festival 2014 Guest show （シンガポール）
- 2016年 - 2019年 「Cirkopolis」Cirque Éloize (世界ツアー)
- 2019年：「Skyline」Cirque Éloize （世界ツアー）
- 2019年：「Saloon」Cirque Éloize（世界ツアー、日本ツアー含む）
- 2020年：A circus symphony 2020 （スイス）